# Weinkellereigenossenschaft Felanitx

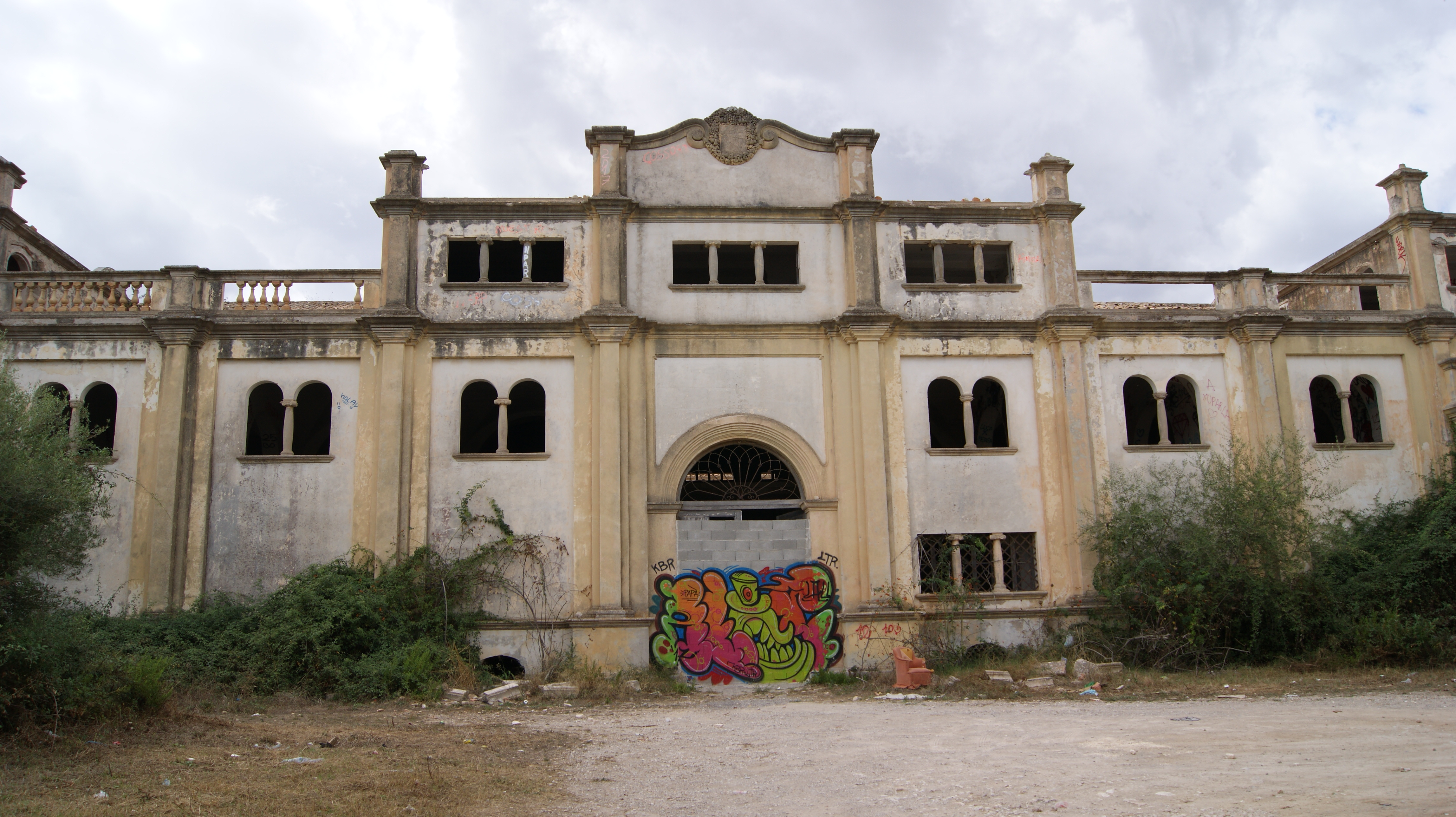
Hauptportal der Weinkellereigenossenschaft Felanitx im Jahr 2017

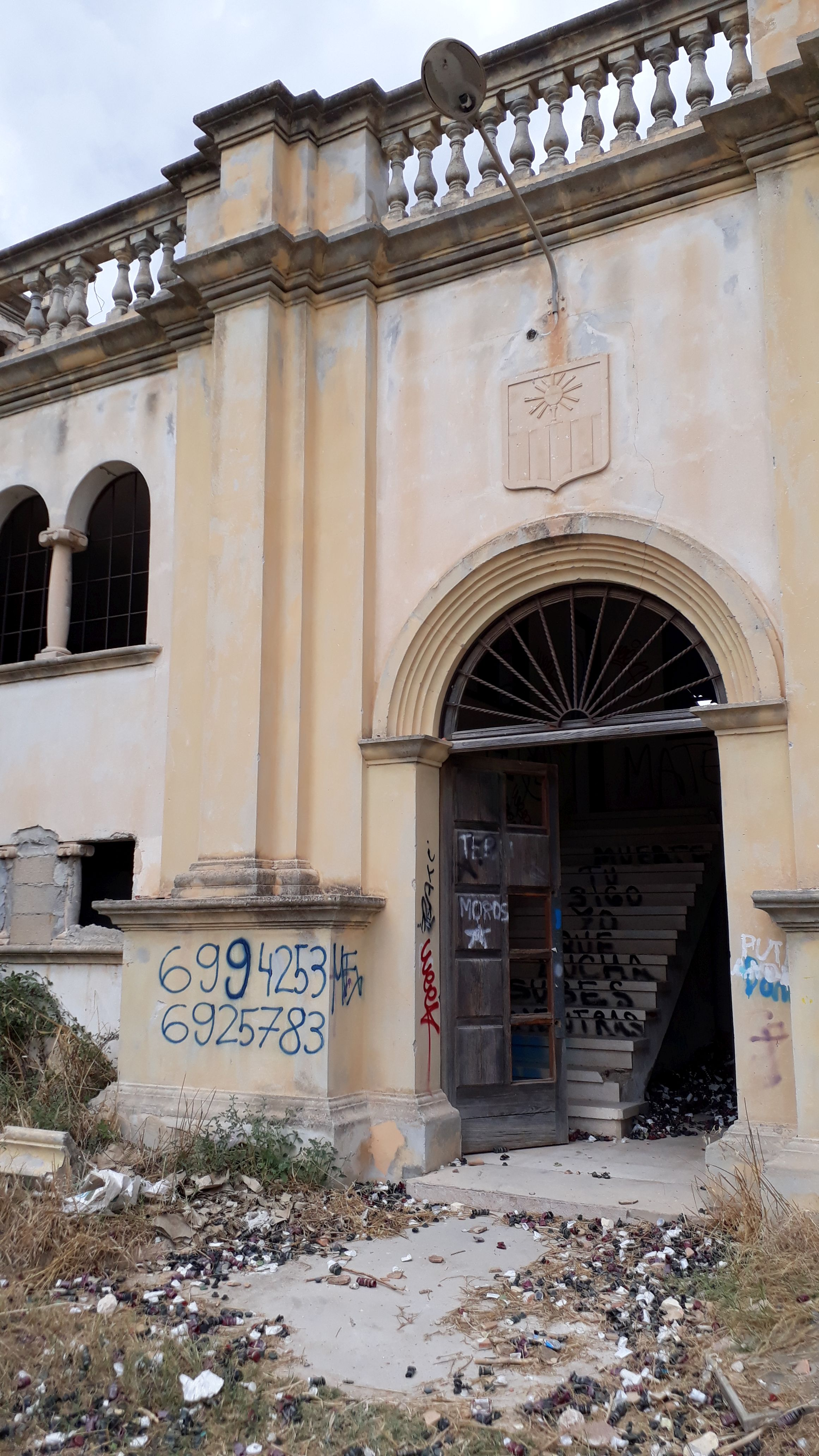
Vandalismus

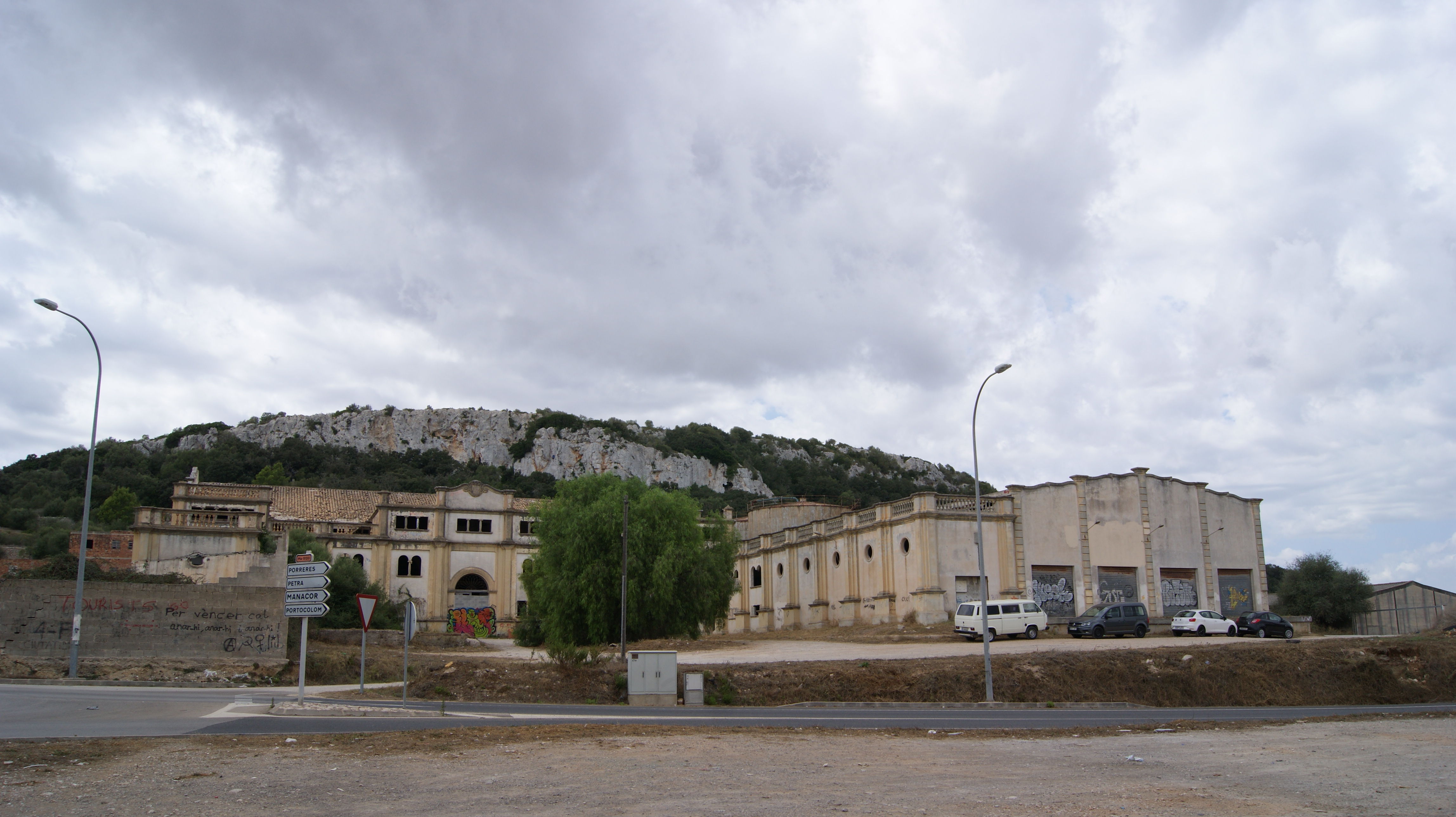
Ansicht von Felanitx, davor die MA 5120, dahinter der Puig de la Mola

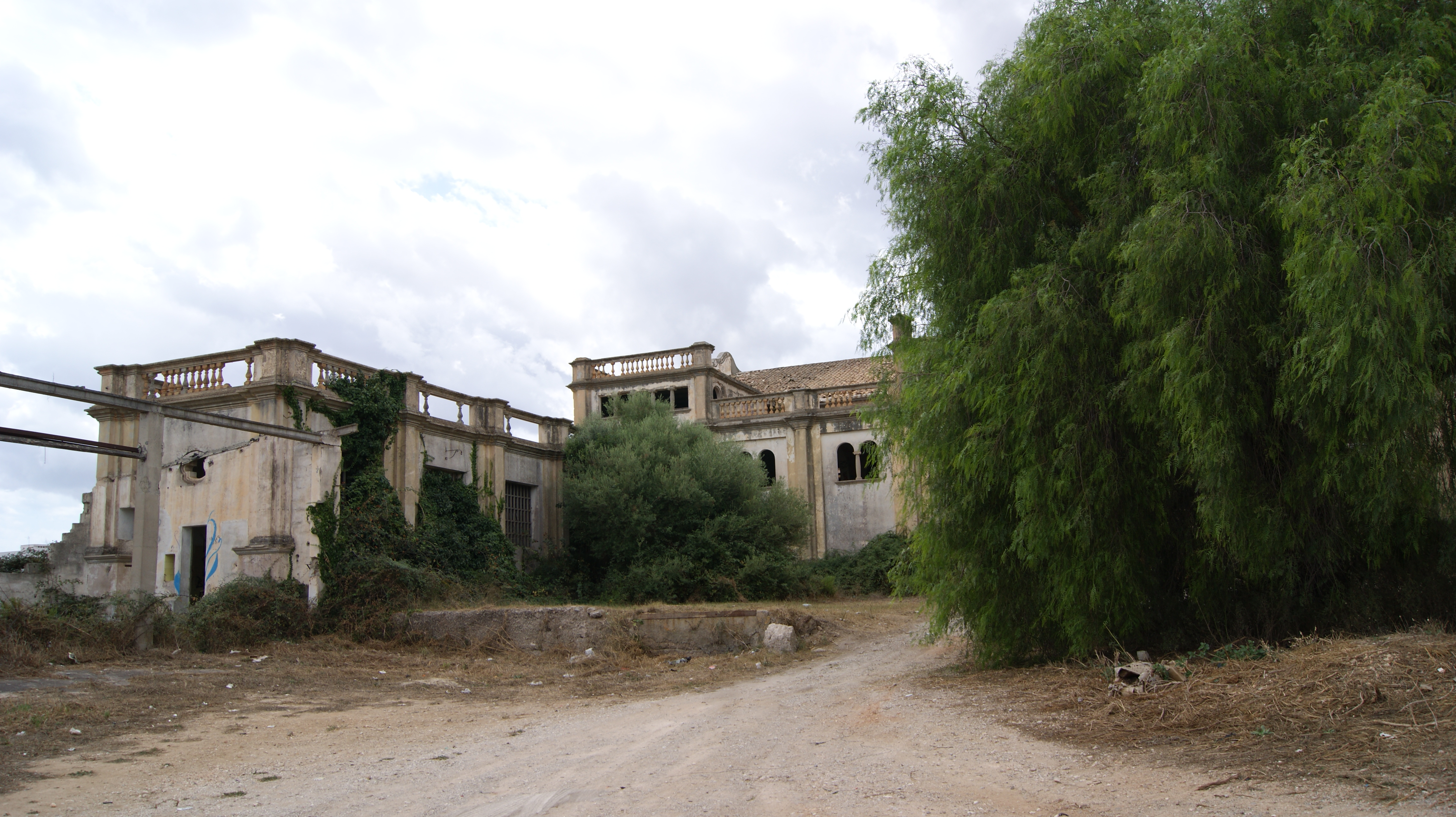
Teilansicht

Die Weinkellereigenossenschaft Felanitx (katalanisch: Celler cooperatiu de Felanitx bzw. auch Celler Cooperatiu Es Sindicat, umgangssprachlich kurz „Sindicat“; span.: Bodega Cooperativa de Felanitx oder kurz: Bodega Cooperativa) ist ein seit 2001 denkmalgeschütztes Objekt am Rande der Stadt Felanitx, das in den Jahren 1919 bis 1922 errichtet wurde.
Die Weinkellerei war einst die größte Kellereianlage in Mallorca und es wurde noch bis 1991 Wein durch die Weinkellereigenossenschaft verarbeitet. Das Gebäude liegt unter dem Puig de la Mola vis-à-vis der Carrer de Guillem Timoner an der MA 5120 und misst 6500 Quadratmeter, das Grundstück 22.000 Quadratmeter. Das Gebäude ist seit 1997 im Besitz eines Winzers aus Binissalem.

## Geschichte
Die Genossenschaft wurde im Jahr 1919 von Bartomeu Vaquer Veny, Präsident der Landwirtschaftskammer und Miquel Caldentey Tallades, Präsident der Caja Rural in Felanitx gegründet. Das ehrgeizige Bauprojekt wurde vom Landwirtschaftsingenieur Arnest Mestre entworfen und zwischen 1920 und 1922 nach den Plänen des Architekten Guillem Forteza Pinya im Stil der Post-Modernisme-Architektur gebaut.
Die Weinkellereigenossenschaft war jahrzehntelang die größte Anlage ihrer Art in Mallorca.
In den 1980er-Jahren wurde von der Winzergenossenschaft jährlich etwa 1.800.000 Liter Wein pro Jahr, zumeist Rosé, aber auch etwa 25 % Rotwein und ca. 15 % Weißwein, produziert.
Ab 1990 sind größere wirtschaftliche Probleme der Weinkellereigenossenschaft offensichtlich geworden. Es erfolgte ein Personalabbau und dennoch blieben Schulden in Höhe von mehr als 130 Millionen Peseten (etwa 780.000 Euro).
Seit mehr als 25 Jahren steht das Gebäude leer und es wird regelmäßig versucht, eine neue Nutzung dafür zu finden, bislang erfolglos.
2015 hat der Inselrat beschlossen, das Gebäude um vier Millionen Euro zu kaufen, was bislang jedoch nicht erfolgreich durchgeführt werden konnte. 2017 wurde die Enteignung in die Wege geleitet.

## Einrichtung
Im Inneren des Gebäudes befinden sich etwa 130 massive Betontanks, die vor Ort konstruiert wurden. Jeder fasst jeweils mehr als 10.000 Liter. Daneben gibt es ein oder zwei Dutzend zisternenähnlicher Lagertanks, die jeweils bis zu 30.000 Liter Fassungsvermögen haben, sowie vier zylindrische Stahltanks im Außenbereich, die vielleicht jeweils 100.000 Liter Speicherkapazität oder noch mehr haben.